# Honolulu (film, 1939)
Pour l’article homonyme, voir Honolulu.
Pour plus de détails, voir Fiche technique et Distribution.
Honolulu est un film américain réalisé par Edward Buzzell et sorti en 1939.
C'est une comédie romantique et musicale.

## Fiche technique
- Réalisation : Edward Buzzell
- Scénario : Herbert Fields, Frank Partos
- Production :  Jack Cummings
- Photographie :  Ray June
- Musique : George Stoll, Franz Waxman
- Montage : Conrad A. Nervig
- Genre : comédie romantique, film musical
- Durée : 102 minutes
- Date de sortie: 3 février 1939

## Distribution
- Eleanor Powell : Miss Dorothy 'Dot' March
- Robert Young : Brooks Mason / George Smith
- George Burns : Joe Duffy
- Gracie Allen : Millicent 'Millie' De Grasse
- Rita Johnson : Cecelia Grayson
- Clarence Kolb : Mr. Horace Grayson
- Jo Ann Sayers : Nurse
- Ann Morriss : Gale Brewster
- Willie Fung : Wong
- Cliff Clark : premier détective
- Edward Gargan : second détective
- Eddie 'Rochester' Anderson : Washington
- Sig Ruman : Professeur Timmer, psychiatre
- Ruth Hussey : Eve
- Helen MacKellar : opératrice téléphonique